# Ginkaku-ji
El Ginkaku-ji (銀閣寺?   Templo del Pabellón de plata), es un templo budista en Kioto, Japón. Su nombre oficial es Jishō-ji (慈照寺 Templo de la misericordia resplandeciente?). Es una de las construcciones icónicas de la Cultura Higashiyama del Período Muromachi.
Fue planeado inicialmente como lugar de retiro en torno al 1460 por el shōgun Ashikaga Yoshimasa, dejando acordado a su muerte, que se destinase a servir como templo budista. La estructura principal, el Kannon-den (観音殿) comenzó a construirse en 1482 y buscaba emular el Kinkaku-ji o «Pabellón dorado» construido por su abuelo Ashikaga Yoshimitsu, pero lamentablemente, debido a guerra civil, no pudo recubrirse el edificio con plata tal y como se había planeado inicialmente. No obstante, desde el Período Edo es conocido como Ginkaku (Pabellón de plata). 
En 1485 Yoshimasa se convirtió en monje budista Zen y tras su muerte, en 1490, el edificio y los jardines adyacentes se convirtieron en un templo budista renombrado como Jishō-ji, por el nombre budista de Yoshimasa. El templo forma parte actualmente de la rama Shokoku-ji del Rinzai Zen.
Del mismo modo que el Kinkaku-ji, el Ginkaku-ji fue construido originalmente con la finalidad de servir como lugar de descanso y retiro del shōgun. Durante su shogunato, Ashikaga Yoshimasa inspiró el resurgir de culturas tradicionales, dando lugar al período conocido como Higashiyama Bunka (Cultura de la Montaña Oriental). Se dice que, una vez retirado, Yoshimasa se dedicaría a la contemplación de la belleza de sus jardines mientras la rebelión de Ōnin empeoraba y la ciudad de Kioto era quemada hasta sus cimientos. 
Debido a la rebelión de Ōnin, la construcción del templo se detuvo y los planes de Yoshimasa de cubrir la estructura con láminas de plata no llegaron a finalizarse nunca. Esto le da al templo un aspecto inacabado que ha sido expresamente respetado en la extensa restauración llevada a cabo en 2008.
Además del edificio, el templo cuenta con jardines cubiertos de musgo y un jardín japonés supuestamente diseñado por el arquitecto paisajista Sōami.
Forma parte del conjunto de Monumentos históricos de la antigua Kioto (ciudades de Kioto, Uji y Otsu) declarados Patrimonio de la Humanidad por la Unesco en el año 1994.

## Galería

Vista general.
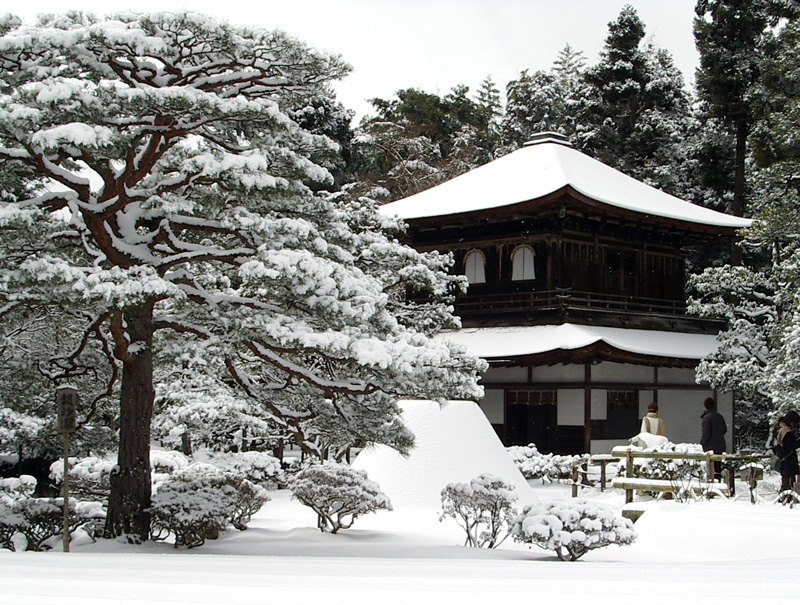
Invierno.
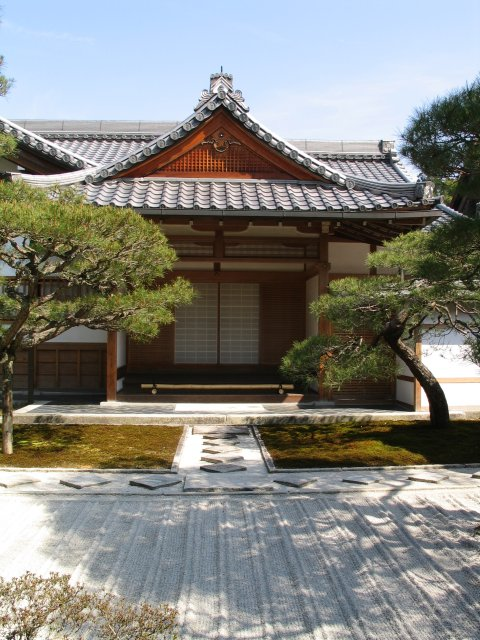
Ginkaku visto desde otro ángulo.
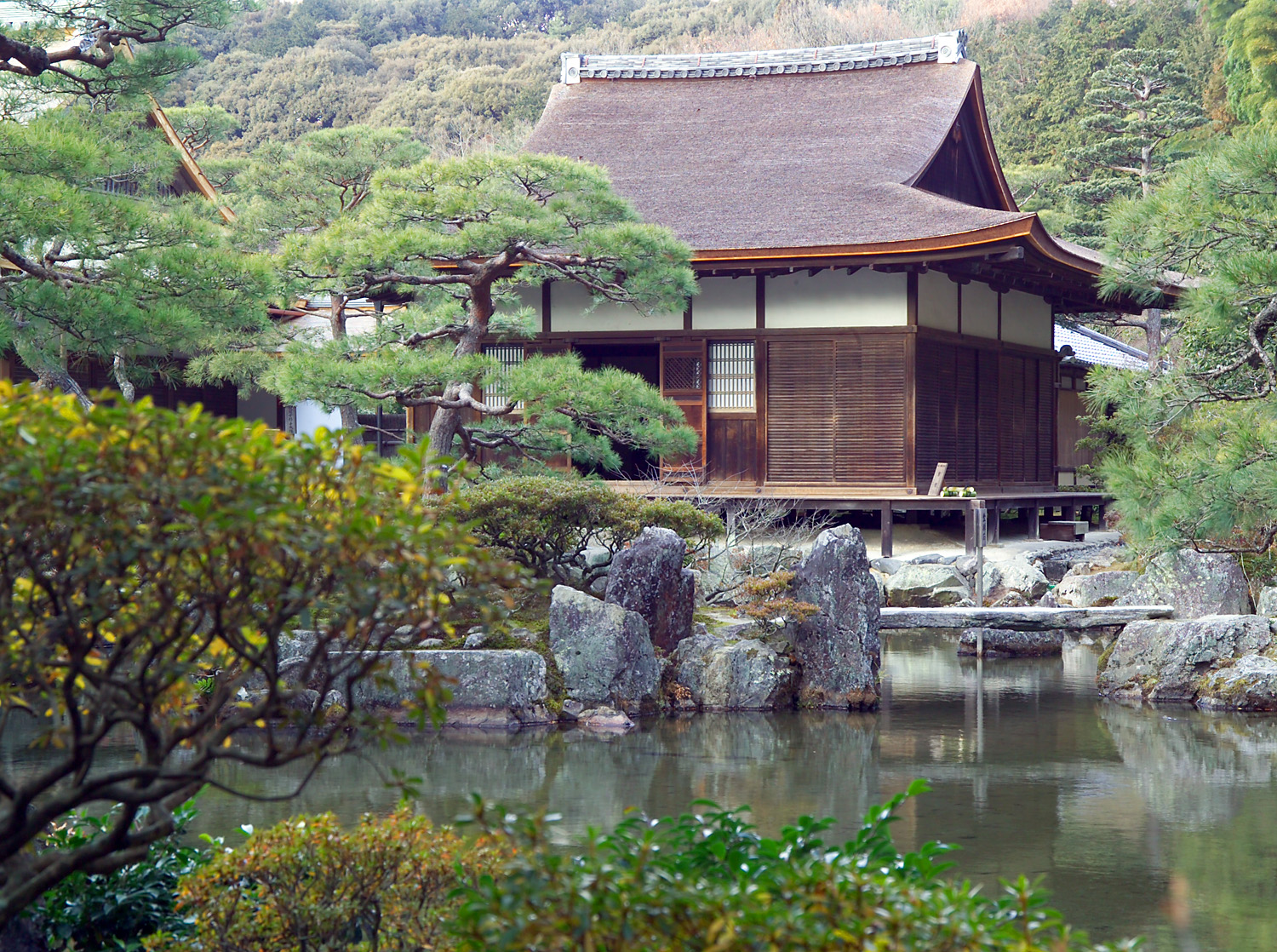
Tōgudō (1486), un Tesoro Nacional en el Ginkaku-ji.
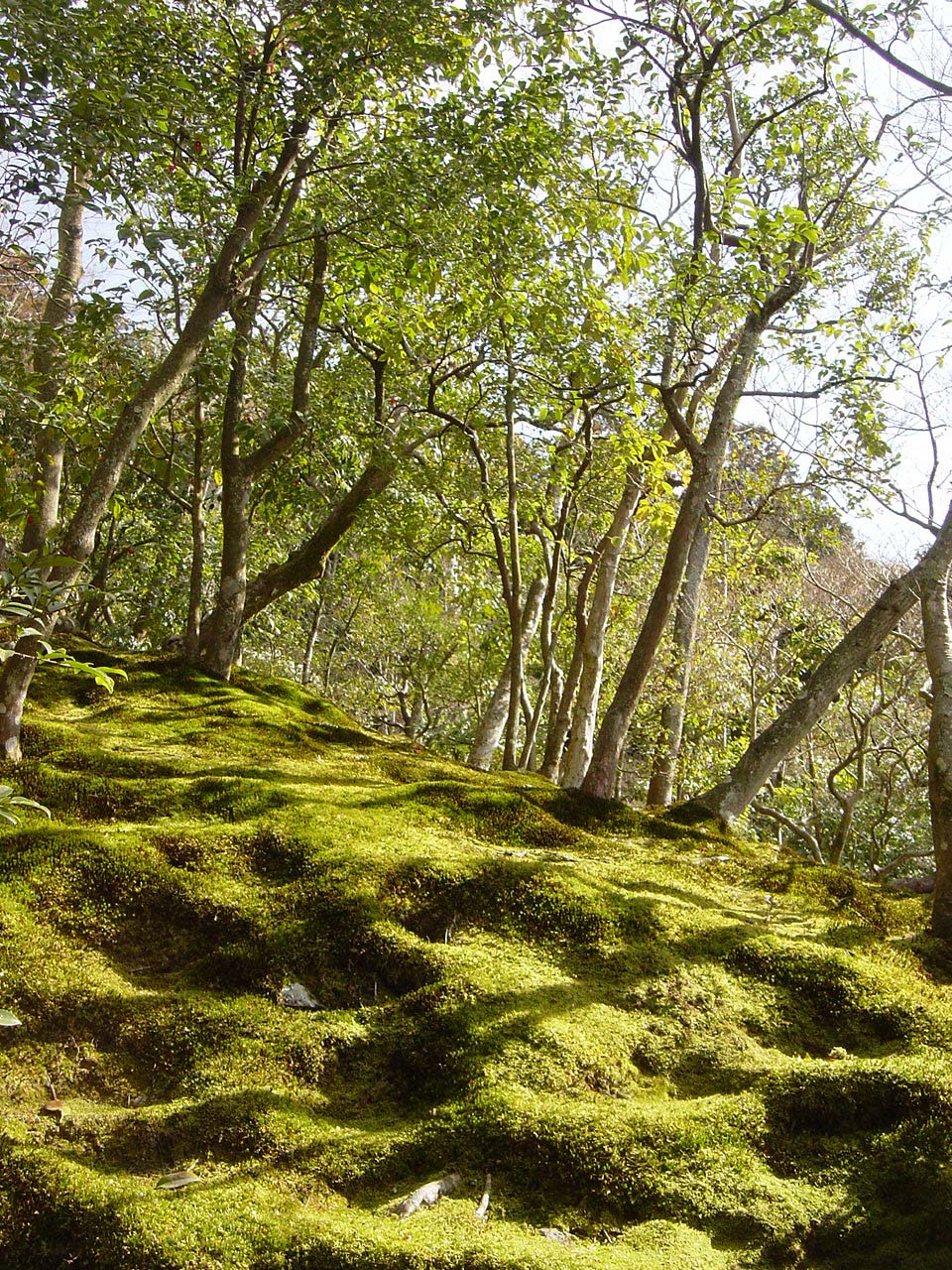
Vsta del jardín que rodea el templo.
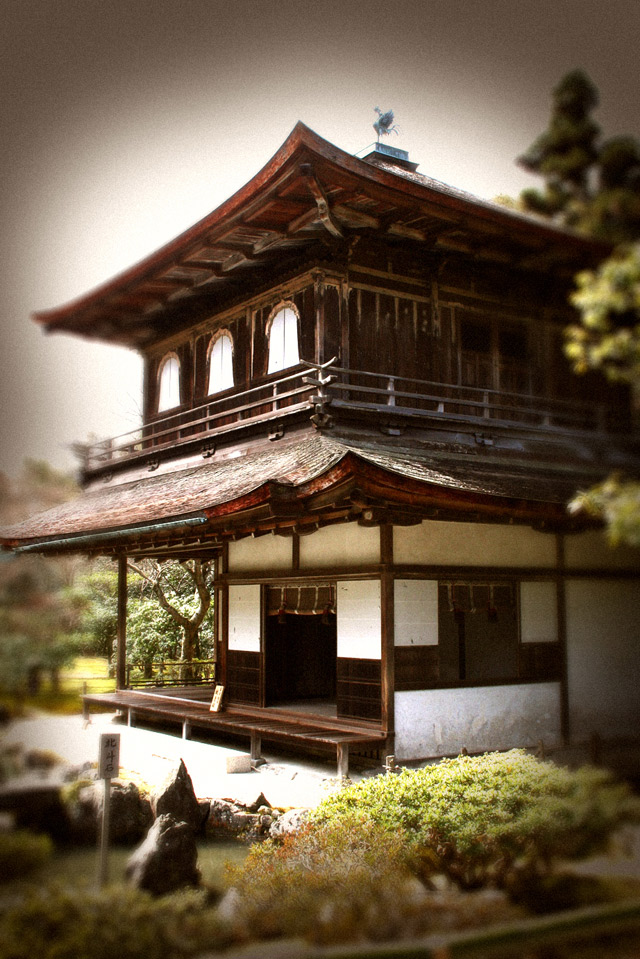
En verano.
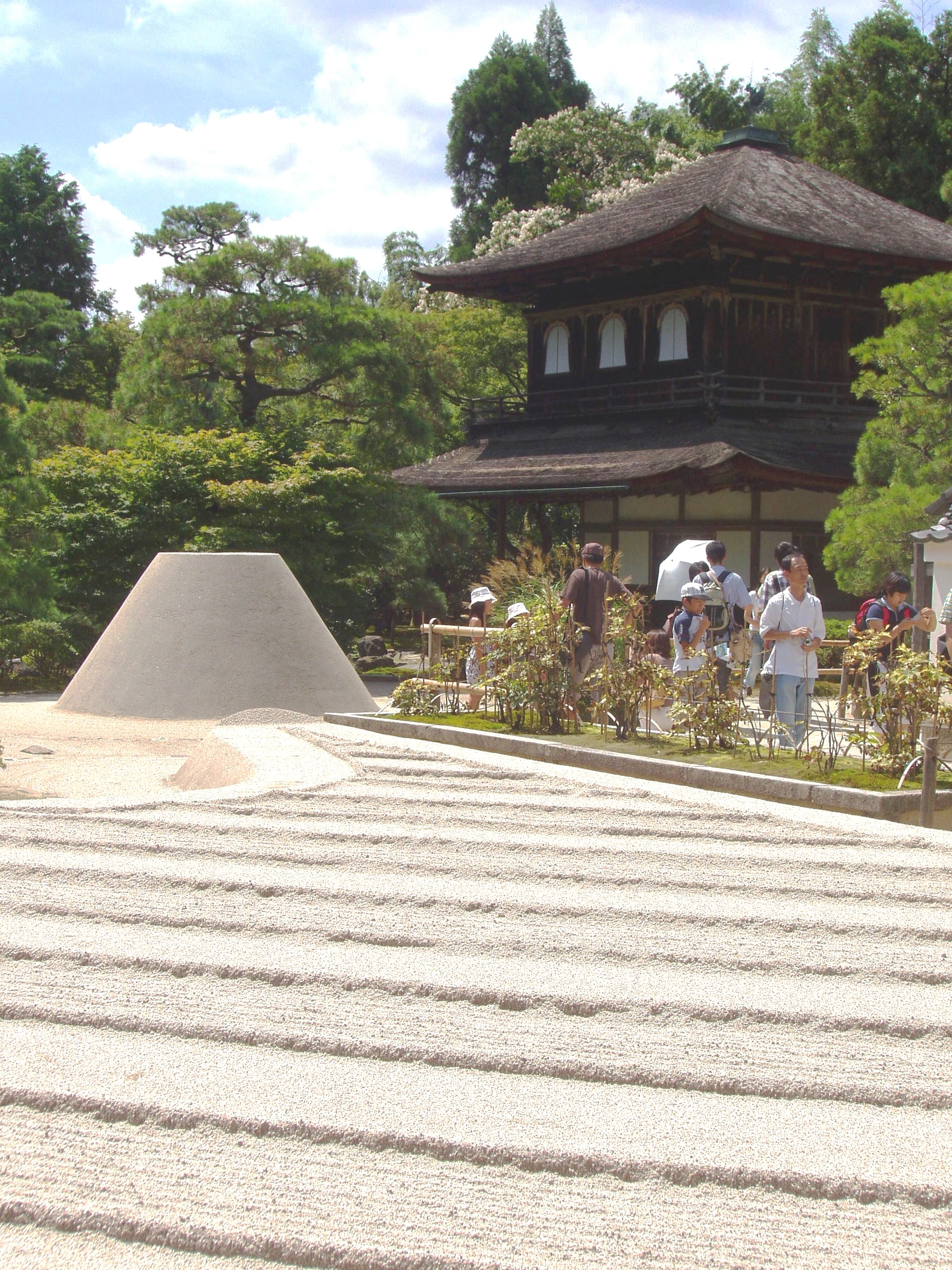
Ginkaku-ji con jardín de arena.
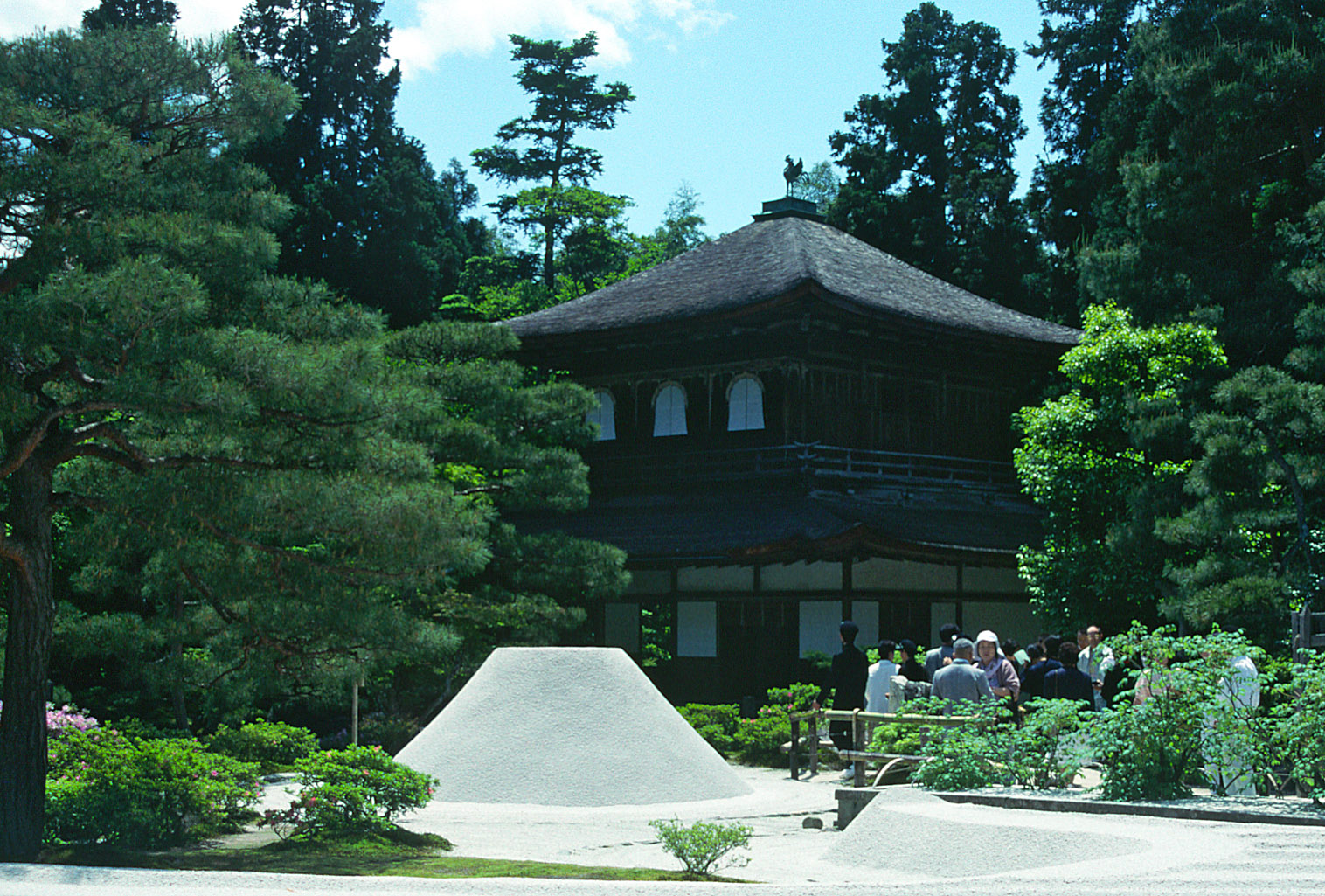
Ginkaku con el jardín de piedras.